# Kawhi Leonard
Kawhi Anthony Leonard (ur. 29 czerwca 1991 w Riverside) – amerykański koszykarz, występujący na pozycji niskiego skrzydłowego, dwukrotny mistrz NBA (2014, 2019) oraz MVP finałów, obecnie zawodnik Los Angeles Clippers.

## Kariera

### College
Kawhi Leonard grał przez dwa lata na San Diego State University. W pierwszym sezonie notował 12,7 punktu oraz 9,9 zbiórki na mecz. W drugim Leonard poprawił swoje statystyki, osiągając 15,5 punktu i 10,6 zbiórki na mecz. Został wybrany do drugiej piątki turnieju, a jego zespół osiągnął bilans 34–3.

### NBA
Leonard został wybrany z numerem 15 w drafcie NBA 2011 przez Indiana Pacers. Wraz z Dāvisem Bertānsem oraz prawami do Erazema Lorbeka został wymieniony do San Antonio Spurs, w zamian za George'a Hilla. Leonard podpisał kontrakt z San Antonio po zakończeniu lockoutu. Pierwszy mecz w NBA rozegrał 26 grudnia 2011 przeciwko Memphis Grizzlies. W debiucie zdobył 6 punktów. 8 stycznia 2012 zaliczył pierwsze w karierze double-double. W meczu z Oklahoma City Thunder zdobył 13 punktów i 10 zbiórek. Dwa dni później, w meczu z Milwaukee Bucks, zdobył 19 punktów. 11 stycznia 2012 pierwszy raz w karierze wyszedł na boisko w pierwszej piątce. Swoje drugie double-double w karierze zanotował 30 stycznia 2012 w meczu z Memphis Grizzlies. Leonard uzyskał 12 punktów i 10 zbiórek. 21 lutego 2012 kolejny raz ustanowił swój rekord w liczbie zdobytych punktów. Przeciwko Portland Trail Blazers miał ich 24. San Antonio przegrało ten mecz aż 137:97. Leonard, wraz z kolegą z drużyny, Tiago Splitterem, został wybrany do Rising Stars Challenge, jednak z powodu kontuzji nie wziął udziału w tym meczu. Leonard zajął czwarte miejsce w głosowaniu na najlepszego debiutanta roku. Ponadto został wybrany do pierwszej piątki NBA All-Rookie Team. W swoim pierwszym sezonie w NBA Leonard wystąpił w 64 spotkaniach, 39 z nich zaczynał w pierwszej piątce. W trakcie sezonu notował średnio 7,9 punktu, 5,1 zbiórki oraz 1,3 przechwytu na mecz. Jego San Antonio Spurs awansowało do fazy play-off z bilansem 50-16, co dało pierwsze miejsce w konferencji.
2 czerwca 2014 został wybrany do drugiej piątki defensorów sezonu 2013/14. W 2014 roku razem ze Spurs zdobył piąte w historii klubu mistrzostwo NBA, a także został wybrany MVP Finałów.
23 kwietnia 2015 został wybrany najlepszym obrońcą sezonu 2014/15.
21 stycznia 2016 po raz pierwszy w karierze został wybrany do udziału w meczu gwiazd NBA.
18 kwietnia 2016 drugi raz z rzędu został wybrany obrońcą roku NBA. W głosowaniu na MVP sezonu 2015/16 zajął drugie miejsce, za Stephenem Curry.
18 lipca 2018 został wytransferowany do Toronto Raptors wraz z klubowym kolegą Dannym Greenem w zamian za DeMara DeRozana, Jakoba Pöltla oraz chroniony wybór I rundy draftu 2019.
1 stycznia 2019 ustanowił nowy, punktowy rekord kariery. W wygranym 122-116 meczu przeciwko Utah Jazz zdobył 45 punktów. Trafił 16 z 22 rzutów z gry oraz 13 z 17 z linii rzutów osobistych.
9 lipca 2019 zawarł umowę z Los Angeles Clippers.
25 stycznia 2020 zdobył pierwsze w karierze triple-double. W wygranym 122-117 meczu przeciwko Miami Heat zdobył 33 punkty, 10 zbiórek i 10 asyst.

## Osiągnięcia
Stan na 1 czerwca 2024, na podstawie, o ile nie zaznaczono inaczej.

### NCAA
- Uczestnik:
  - rozgrywek Sweet Sixteen turnieju NCAA (2011)
  - turnieju NCAA (2010, 2011)
- Mistrz:
  - turnieju konferencji Mountain West (MWC – 2010, 2011)
  - sezonu regularnego MWC (2011)
- MVP turnieju:
  - konferencji MWC (2010)
  - CBE Classic Oxford Subregional (2011)
- Najepszy pierwszoroczny zawodnik roku konferencji MWC (2010)
- Zaliczony do:
  - II składu All-American (2011)
  - I składu:
    - konferencji MWC (2010, 2011)
    - defensywnego MWC (2011)
    - turnieju:
      - konferencji MWC (2010, 2011)
      - CBE Classic Oxford Subregional (2011)

### NBA
- Mistrz NBA (2014, 2019)
- Wicemistrz NBA (2013)
- MVP:
  - finałów NBA (2014, 2019)[28]
  - meczu gwiazd NBA (2020)[29]
  - tygodnia konferencji zachodniej NBA (21.12.2015, 7.03.2016)
- Obrońca Roku NBA (2015, 2016)[30]
- Zaliczony do:
  - I składu:
    - NBA (2016, 2017, 2021[31])
    - defensywnego NBA (2015–2017)[32]
    - debiutantów NBA (2012)[33]

  - II składu:
    - NBA (2019[34], 2020[35], 2024[36])
    - defensywnego NBA (2014, 2019[37], 2020[38], 2021[39])[32]

  - składu najlepszych zawodników w historii NBA, wybranego z okazji obchodów 75-lecia istnienia ligi (2021)[40]
- Uczestnik:
  - meczu gwiazd NBA (2016, 2017, 2019[41], 2020[29], 2021[42], 2024[43])
  - Rising Stars Challenge (2012, 2013)
- Lider:
  - sezonu regularnego w przechwytach (2015)
  - play-off w średniej przechwytów (2016)[44]

### Inne
- Sportowiec roku Associated Press (2019)

## Statystyki
Stan na koniec sezonu 2023/24

### NCAA
Na podstawie
| Sezon   | Drużyna   | M  | S5 | MPG  | FG%   | 3P%   | FT%   | RPG  | APG | SPG | BPG | PPG  |
| ------- | --------- | -- | -- | ---- | ----- | ----- | ----- | ---- | --- | --- | --- | ---- |
| 2009/10 | San Diego | 34 | 33 | 31,3 | 45,5% | 20,5% | 72,6% | 9,9  | 1,9 | 1,4 | 0,7 | 12,7 |
| 2010/11 | San Diego | 36 | 36 | 32,6 | 44,4% | 29,1% | 75,9% | 10,6 | 2,5 | 1,4 | 0,6 | 15,5 |
| Razem   |           | 70 | 69 | 31,9 | 44,9% | 25,0% | 74,4% | 10,2 | 2,2 | 1,4 | 0,6 | 14,1 |

### NBA
Na podstawie

#### Sezon regularny
| Sezon   | Drużyna       | M   | S5  | MPG  | FG%   | 3P%   | FT%   | RPG | APG | SPG | BPG | PPG  |
| ------- | ------------- | --- | --- | ---- | ----- | ----- | ----- | --- | --- | --- | --- | ---- |
| 2011/12 | San Antonio   | 64  | 39  | 24,0 | 49,3% | 37,6% | 77,3% | 5,1 | 1,1 | 1,3 | 0,4 | 7,9  |
| 2012/13 | San Antonio   | 58  | 57  | 31,2 | 49,4% | 37,4% | 82,5% | 6,0 | 1,6 | 1,7 | 0,6 | 11,9 |
| 2013/14 | San Antonio   | 66  | 65  | 29,1 | 52,2% | 37,9% | 80,2% | 6,2 | 2,0 | 1,7 | 0,8 | 12,8 |
| 2014/15 | San Antonio   | 64  | 64  | 31,8 | 47,9% | 34,9% | 80,2% | 7,2 | 2,5 | 2,3 | 0,8 | 16,5 |
| 2015/16 | San Antonio   | 72  | 72  | 33,1 | 50,6% | 44,3% | 87,4% | 6,8 | 2,6 | 1,8 | 1,0 | 21,2 |
| 2016/17 | San Antonio   | 74  | 74  | 33,4 | 48,5% | 38,0% | 88,0% | 5,8 | 3,5 | 1,8 | 0,7 | 25,5 |
| 2017/18 | San Antonio   | 9   | 9   | 23,3 | 46,8% | 31,4% | 81,6% | 4,7 | 2,3 | 2,0 | 1,0 | 16,2 |
| 2018/19 | Toronto       | 60  | 60  | 34,0 | 49,6% | 37,1% | 85,4% | 7,3 | 3,3 | 1,8 | 0,4 | 26,6 |
| 2019/20 | L.A. Clippers | 57  | 57  | 32,4 | 47,0% | 37,8% | 88,6% | 7,1 | 4,9 | 1,8 | 0,6 | 27,1 |
| 2020/21 | L.A. Clippers | 52  | 52  | 34,1 | 51,2% | 39,8% | 88,5% | 6,5 | 5,2 | 1,6 | 0,4 | 24,8 |
| 2022/23 | L.A. Clippers | 52  | 50  | 33,6 | 51,2% | 41,6% | 87,1% | 6,5 | 3,9 | 1,4 | 0,5 | 23,8 |
| 2023/24 | L.A. Clippers | 68  | 68  | 34,3 | 52,5% | 41,7% | 88,5% | 6,1 | 3,6 | 1,6 | 0,9 | 23,7 |
| Razem   |               | 696 | 667 | 31,8 | 49,9% | 39,1% | 86,2% | 6,4 | 3,0 | 1,7 | 0,7 | 20,0 |

#### Play-offy
| Sezon | Drużyna       | M   | S5  | MPG  | FG%   | 3P%   | FT%   | RPG | APG | SPG | BPG | PPG  |
| ----- | ------------- | --- | --- | ---- | ----- | ----- | ----- | --- | --- | --- | --- | ---- |
| 2012  | San Antonio   | 14  | 14  | 27,1 | 50,0% | 45,0% | 81,3% | 5,9 | 0,6 | 1,2 | 0,4 | 8,6  |
| 2013  | San Antonio   | 21  | 21  | 36,9 | 54,5% | 39,0% | 63,3% | 9,0 | 1,0 | 1,8 | 0,5 | 13,5 |
| 2014  | San Antonio   | 23  | 23  | 32,0 | 51,0% | 41,9% | 73,6% | 6,7 | 1,7 | 1,7 | 0,6 | 14,3 |
| 2015  | San Antonio   | 7   | 7   | 35,7 | 47,7% | 42,3% | 77,1% | 7,4 | 2,6 | 1,1 | 0,6 | 20,3 |
| 2016  | San Antonio   | 10  | 10  | 33,9 | 50,0% | 43,6% | 82,4% | 6,3 | 2,8 | 2,6 | 1,4 | 22,5 |
| 2017  | San Antonio   | 12  | 12  | 35,8 | 52,5% | 45,5% | 93,1% | 7,8 | 4,6 | 1,7 | 0,5 | 27,7 |
| 2019  | Toronto       | 24  | 24  | 39,1 | 49,0% | 37,9% | 88,4% | 9,1 | 3,9 | 1,7 | 0,7 | 30,5 |
| 2020  | L.A. Clippers | 13  | 13  | 39,3 | 48,9% | 32,9% | 86,2% | 9,3 | 5,5 | 2,3 | 0,8 | 28,2 |
| 2021  | L.A. Clippers | 11  | 11  | 39,3 | 57,3% | 39,3% | 88,0% | 7,7 | 4,4 | 2,1 | 0,8 | 30,4 |
| 2023  | L.A. Clippers | 2   | 2   | 40,0 | 54,5% | 60,0% | 88,2% | 6,5 | 6,0 | 2,0 | 0,5 | 34,5 |
| 2024  | L.A. Clippers | 2   | 2   | 29,5 | 45,8% | 0,0%  | 66,7% | 8,0 | 2,0 | 2,0 | 0,5 | 12,0 |
| Razem |               | 139 | 139 | 35,5 | 51,1% | 39,9% | 84,4% | 7,8 | 2,9 | 1,8 | 0,7 | 21,3 |

## Życie prywatne
Ojciec Kawhiego, Mark Leonard został zabity w styczniu 2008 w myjni samochodowej w Compton.